# 歌う新人王決定戦
『歌う新人王決定戦』（うたうしんじんおうけっていせん）は、1973年4月7日から1974年3月30日までTBSで放送されていた歌謡番組である。株式会社小網（「コアミ」名義。現・三井食品）の一社提供。放送時間は毎週土曜 12:00 - 12:30 （日本標準時）。

## 概要
毎回6人から8人ほどの新人歌手や歌手志望者が出場し、その中からチャンピオンを選出していた番組。司会は愛川欽也と純アリスが務めていた。5週勝ち抜いたチャンピオン同士による大会では、その中からさらに「新人王」を決定していた。それまでのタレントスカウト番組とは違い、事前に歌唱力をチェックしていた。
本番組で芸能界デビューした人物に浅野ゆう子がいる。

## 放送局
全て放送時間は制作局・TBSと同じく、同時ネット
- TBS
- 北海道放送[4]
- 岩手放送[5]
- 東北放送[6]
- 福島テレビ[6]
- 新潟放送[7]
- 北陸放送[8]
- 信越放送[9]
- 静岡放送[10]
- 中部日本放送[11]

- 山陰放送[12]
- 山陽放送[13]
- 中国放送[13]
- テレビ高知[14]
- RKB毎日放送[15]
- 長崎放送[15]
- 熊本放送[15]
- 大分放送[16]
- 南日本放送[17]
- 琉球放送[18]